# Ropalopus sanguinicollis
Ropalopus sanguinicollis är en skalbaggsart som först beskrevs av Horn 1860.  Ropalopus sanguinicollis ingår i släktet Ropalopus och familjen långhorningar. Inga underarter finns listade i Catalogue of Life.